# Pluteus leucoborealis
Pluteus leucoborealis es una especie de hongo de la familia Pluteaceae. Es un hongo basidiomiceto holártico: se distribuye en los bosques boreales y templados en el hemisferio norte.

## Taxonomía
Pluteus leucoborealis fue descrito por los micólogos Alfredo Justo, Ekaterina F. Malysheva, Tatiana Bulyonkova y Andrew M. Minnis, y publicado en Phytotaxa 180 (1): 58 en 2014. Se ha clasificado en la sección Pluteus del género. El holotipo se halló sobre un tronco de Betula en descomposición en la margen derecha del río Yeniséi, distrito de Turukhansky del Krai de Krasnoyarsk. 
Etimología
leucoborealis es un epíteto que combina la palabra griega “λευκοϛ” (blanco o pálido) y la palabra latina boreal (derivado del griego "βορειος" que significa norte), haciendo referencia al aspecto externo y la distribución de esta especie.